# István Kovács (Boxer)
István Kovács [ˈiʃtvaːn ˈkovaːʧ] (* 17. August 1970 in Budapest) ist ein ehemaliger ungarischer Boxer. Als Profiboxer war er von Januar bis Juni 2001 Weltmeister der WBO im Federgewicht.
Bei den Amateuren war er im Fliegengewicht unter anderem Europameister und Weltmeister 1991, sowie olympischer Bronzemedaillengewinner 1992. Im Bantamgewicht konnte er 1996 Europameister und Olympiasieger, sowie 1997 Weltmeister werden.

## Amateur
István Kovács gilt als einer der erfolgreichsten ungarischen Boxer der Sportgeschichte. Er war mehrfacher Ungarischer Meister und gewann bereits 1988 im Halbfliegengewicht die Goldmedaille bei den Junioren-Europameisterschaften in Danzig, wobei er unter anderem Jan Quast besiegte. Beim Weltcup 1990 in Dublin gewann er die Silbermedaille im Fliegengewicht nach einer Finalniederlage gegen Rico Kubat. Zuvor hatte er unter anderem Raúl González geschlagen. In dieser Gewichtsklasse erzielte er in den folgenden Jahren zahlreiche Erfolge.
Er gewann die Europameisterschaft 1991 in Göteborg und die Weltmeisterschaft 1991 in Sydney, sowie das AIBA Challenge Match 1992 in Tampa. Zu seinen besiegten Gegnern zählten dabei Daniel Petrow, Mario Loch, Tim Austin, Robbie Peden und Choi Chol-su. Bei den Olympischen Spielen 1992 in Barcelona schied er diesmal im Halbfinale gegen Choi Chol-su aus und gewann eine Bronzemedaille.
Anschließend boxte er im Bantamgewicht weiter. In dieser Gewichtsklasse gewann er jeweils Bronze bei der Europameisterschaft 1993 in Bursa und dem Weltcup 1994 in Bangkok. Er war dabei jeweils im Halbfinale gegen Raimkul Malachbekow bzw. Aleksandar Christow ausgeschieden. 
Bei der Europameisterschaft 1996 in Vejle konnte er jedoch diesmal unter anderem Malachbekow und Christow besiegen und die Goldmedaille erkämpfen. Diesen Erfolg übertraf er dann bei den Olympischen Spielen 1996 in Atlanta. Durch Siege gegen Soner Karagöz, Khurshed Hasanov, George Olteanu, Vichai Rachanon und Arnaldo Mesa wurde er Olympiasieger und startete noch bei der Weltmeisterschaft 1997 in Budapest, wo er im Finalkampf Falk Huste bezwang und Weltmeister wurde.
Insgesamt gewann er als Amateur 282 von 297 Kämpfen.

## Profi
Im Jahr 1997 wurde er in Deutschland bei Universum Box-Promotion Profi und gewann sein Debüt am 13. Dezember 1997. Im Laufe seiner Profikarriere bestritt er 23 Kämpfe, davon 19 in Deutschland, drei in Ungarn und einen in Polen. Im Mai 1999 gewann er mit einem Sieg gegen den bis dahin ungeschlagenen Dramane Nabaloum (28-0) den Titel WBC International und im Juni 2000 mit einem Sieg gegen den Briten Steve Robinson zusätzlich den EBU-Europameistertitel.
Am 27. Januar 2001 boxte er in München um den WBO-Weltmeistertitel im Federgewicht und siegte durch Technischen Knockout (TKO) in der zwölften Runde gegen Antonio Diaz (21-1) aus der Dominikanischen Republik. In seiner ersten Titelverteidigung am 16. Juni 2001 in Budapest verlor er jedoch selbst durch TKO in der sechsten Runde gegen Pablo Chacón und beendete seine Karriere im April 2002.